# Topsy-Turvy – Auf den Kopf gestellt
Topsy-Turvy – Auf den Kopf gestellt ist ein Film über das  Komponistenduo Gilbert und Sullivan des britischen Regisseurs Mike Leigh aus dem Jahr 1999, der mit zwei Oscars ausgezeichnet wurde.

## Handlung
London im Jahre 1885. Für das Savoy Theatre komponieren Arthur Sullivan und William S. Gilbert kommerzielle Opern. Sullivan komponiert die Musik und Gilbert schreibt die Texte. Jahrelang sind die beiden Partner sehr erfolgreich, doch ihr letztes Stück, „Prinzessin Ida“, fand keinen Beifall bei der Kritik. Gerade Gilbert wird von der Presse vorgeworfen, einfallslos und zu sehr der Routine verfallen zu sein. Das Gleiche vermutet auch sein Partner Sullivan, der bedeutendere Dinge, wie z. B. eine Symphonie oder eine „große Oper“, im Kopf hat. Gilberts nächster Textentwurf wird von Sullivan abgeschmettert, doch die beiden müssen auf der anderen Seite ihren Vertragsverpflichtungen nachkommen.
Der ideenlose Gilbert geht mit seiner Frau zu einer Ausstellung japanischer Kunst. Und jetzt hat er einen Einfall: 'Mikado', ein japanisch angehauchtes Schauspiel. Auch Sullivan ist von der Idee angetan. Nun stellen sich Probleme ein: Zeitdruck, Probleme bei den Proben, zwischenmenschliche Probleme unter den Schauspielern. Der akribisch und hart arbeitende Gilbert führt das Projekt trotz all dieser Probleme zusammen mit seinem Partner zur Premierenaufführung.

## Kritik
Der film-dienst urteilt: „Ein ausgesprochen moderner Historienfilm über das Theater am Theater, der nicht nur die Entstehung eines Bühnenwerks beschreibt, sondern auch bittere zwischenmenschliche Erfahrungen thematisiert. Durch den humanen Blick des Regisseurs entsteht keine Distanz zu den Figuren, sondern der Zuschauer wird im Gegenteil an die Menschen und ihre Beweggründe herangeführt.“.

## Hintergrund
Als Richard Temple die Arie A More Human Mikado zum Besten gibt, fehlt die dritte Strophe, die unter anderem die Zeile „blacked like a nigger“ beinhaltet. Leighs Angaben zufolge hätte man die Zeile „blacked like a nigger“, die etwa seit 1950 üblicherweise in „painted with vigor“ abgeändert worden sei, in der ursprünglichen Fassung aufgenommen. Dies hätte einigen Wirbel verursacht. Beim Schnitt des allzu lang geratenen Film sei auch dieser Vers dann entfallen, womit man sich überflüssigen Ärger erspart habe.
Andy Serkis war nach Drehschluss ziemlich sauer. Er hatte für eine Szene Geige spielen gelernt, doch diese Szene war dann im fertigen Film nicht mehr enthalten.
In einer Szene bei der Aufführung von 'Prinzessin Ida' ist das Datum Monday, 10 June, 1884 zu sehen. Dieser Tag fiel auf einen Dienstag (Tuesday).
Beim Klavierspiel im Schlafzimmer stimmen die Positionen der angeschlagenen Tasten nicht mit den angegebenen Noten auf der Partitur überein.
Über einen Fehler ärgerte der Regisseur sich nachträglich sehr: Die norwegische Hauptstadt, die damals Kristiania hieß (bis 1877 Christiania), wird im Film „Oslo“ genannt.
Zu der Zeit, in der der Film spielt (1885), durfte sich Arthur Sullivan Sir nennen. 1883 wurde er von Königin Victoria zum Ritter geschlagen.

## Auszeichnungen
- 1999: Coppa Volpi für Jim Broadbent bei den Internationalen Filmfestspielen Venedig 1999
- 2000: Oscars in den Kategorien Beste Kostüme und Bestes Make-up, 2 weitere Nominierungen
- 2000: weitere Auszeichnungen u. a.: BAFTA Award für das Make-up, Evening Standard British Film Award für den Besten Film und den Besten Darsteller (Broadbent)